# Bahnhof Wesel
Der Bahnhof Wesel ist der wichtigste Bahnhof der Kreisstadt Wesel. Der 1856 östlich der Festungsanlagen an der Bahnstrecke Oberhausen – Emmerich – Arnhem eröffnete Bahnhof erlangte nach der Inbetriebnahme der Strecken Haltern – Venlo, (Wesel –) Büderich – Boxtel und Wesel – Bocholt zum Ende 1870er Jahre Bedeutung als überregionaler Bahnknoten am Niederrhein. Neben dem Güter- und lokalen Reiseverkehr war Wesel auch Halt von Schnell- und Fernschnellzügen. Nach der Stilllegung der Strecken über den Rhein nach Boxtel und Venlo infolge der Sprengung der Weseler Rheinbrücke 1945 und der schrittweisen Außerbetriebnahme der Strecke nach Haltern ab 1962 sank die Bedeutung des Bahnhofs zusehends. Nach Aufgabe der letzten Schnellzughalte ist Wesel nunmehr ein regionaler Bahnknoten im Nahverkehr, der Güterverkehr beschränkt sich auf einige lokale Anschließer.
Neben dem Bahnhof Wesel befinden sich in der Stadt auch die Stationen Wesel-Feldmark an der Strecke Oberhausen – Arnhem (Arnheim) und Blumenkamp an der Verbindung nach Bocholt. Der ebenfalls in Wesel gelegene Bahnhof Büderich befand sich linksrheinisch am Trennungspunkt der Strecken nach Venlo und Boxtel. Daneben gab es in den 1950er und 1960er Jahren mehrere kleinere Haltepunkte an den einzelnen Strecken.

## Geschichte

### Vorgeschichte
Bereits 1832 schlug der niederländische Obristleutnant Brade den Bau einer rechtsrheinischen Eisenbahnstrecke von Amsterdam nach Cöln vor. Nachdem die Vorarbeiten in den Niederlanden weitgehend abgeschlossen waren, begann Brade mit den ersten Vermessungen in Preußen. Er wandte sich an den Weseler Bürgermeister, der dem Vorhaben zunächst ablehnend gegenüberstand. Die Stadt war eher an einem Ausbau des Verkehrs über den Rhein und die Lippe interessiert. Erst nach Eröffnung der ersten Eisenbahnstrecken in Deutschland änderte sich die Meinung der Stadt.
Am 2. März 1841 gründete sich in Wesel ein Eisenbahn-Komitee unter Führung des Weseler Gymnasialdirektors Ludwig Bischoff. Bei den Vorüberlegungen zum Bau der Cöln-Mindener Eisenbahn brachte das Komitee den Vorschlag einer Streckenführung über Wesel, Münster und Bielefeld nach Minden ein. Bischoff hatte in einer Denkschrift auf die Vorteile dieser Streckenführung verwiesen, die langfristig eine Verbindung der Festungsstadt Wesel mit der westfälischen Provinzhauptstadt Münster und der preußischen Hauptstadt Berlin darstellen könnte, und sah darin einen Vorstoß zur nationalen Einigung. Zudem stellte die nördliche Führung die kürzeste Verbindung von Berlin an den Rhein dar und wies günstige Geländerverhältnisse auf. Der Leiter des Cöln-Mindener Eisenbahn-Komitees David Hansemann lehnte den Vorstoß ab mit der Begründung, die Strecke sollte die kürzeste Verbindung wählen, zumal die Verbindung Berlins mit der Festung Cöln von gewichtigerer Bedeutung sei. Ferner führe eine Streckenführung über Wesel und Münster an den bevölkerungsreichen Gegenden Westfalens vorbei.
Nach der Ablehnung Hansemanns konzentrierte sich das Weseler Komitee zunehmend auf die Verbindung Cöln – Amsterdam, die die das Ruhrrevier mit der Nordsee verbinden sollte. Die Stadt Emmerich, die seinerzeit ebenfalls um einen Anschluss bemüht war, erreichte am 15. September 1845 per Kabinettsorder die Genehmigung für Vorarbeiten zum Bau einer Zweigbahn von Oberhausen an der Cöln-Mindener Bahn über Wesel und Emmerich mit Verbindung zur 1843–1845 eröffneten niederländischen Strecke Amsterdam – Arnhem. Am 22. Januar 1846 vereinigten sich das Weseler und das Emmericher Komitee zu einem gemeinsamen Komitee mit Sitz in Wesel. Nach der Märzrevolution 1848 musste Ludwig Bischoff auf Grund seiner liberalen Ansichten den Schuldienst quittieren und die Stadt Wesel und das Komitee verlassen.
Im Jahr 1850 wandte sich die Stadt erneut an das preußische Handelsministerium, um für den Bau der Strecke zu werben. Die Stadt betonte ihre Treue zum König und zum Haus Hohenzollern und verwies auf ihre Bedeutung als nordwestlichstes Bollwerk Preußens. Als Ausgleich für die Hemmnisse, die mit dem Festungsstatut verbunden waren, wünschte sich die Stadt daher wirtschaftliche Unterstützung beim Bau und Gleichbehandlung mit anderen wenig rentablen Strecken. Alternativ zur vollständigen Übernahme der Baukosten durch den Staat schlug Wesel eine staatliche Beteiligung am Baukapital vor und erklärte sich zu einer Zinsgarantie in Höhe von dreieinhalb Prozent bereit. Weiterhin warb die Stadt um Unterstützung bei einigen ranghohen Militärs; bereits 1843 hatte das preußische Kriegsministerium den Eisenbahnanschluss Wesels befürwortet. Im November 1850 unterband der preußische Handelsminister August von der Heydt die weiteren Bemühungen Wesels und gab zu verstehen, dass die gegenwärtige Lage die Zahlung einer Zinsgarantie unmöglich mache. Hintergrund waren bereits laufende Verhandlungen zwischen Preußen und den Niederlanden.
Nachdem sich die Niederlande bereit erklärt hatten, die Strecke von Amsterdam nach Arnhem von Breitspur (1945 Millimeter) auf Normalspur (1435 Millimeter) umzuspuren, stand dem Vorhaben nichts mehr im Weg. Am 1. Oktober 1853 erhielt die Cöln-Mindener Eisenbahn-Gesellschaft (CME) die Konzession für die Strecke Oberhausen – Arnhem. Die Planungen im Raum Wesel begannen auf Grund verschiedener Vorverträge bereits 1852.

### Bau der Oberhausen-Arnheimer Bahn und Inbetriebnahme
Der Bau des Weseler Bahnhofs war wegen der Festungsnähe besonderen Bedingungen unterworfen worden. Das Kriegsministerium wollte anfänglich einen Bahnhof auf der Westseite haben. Dies hätte den Bau eines 200 Ruten (≈ 753 Meter) langen, gegen Hochwasser und Eisgang geschützten Dammes durch die Lippeaue vorausgesetzt. Zudem wäre das Rheintor, das den Zugang zur Schiffsbrücke über den Rhein bildete, nicht mehr für Reiter und Fuhrwerke nutzbar gewesen. Die Bahn hätte in diesem Fall eine bewegliche Eisenbahnbrücke errichten sollen. Außerdem hätte der Bahnhof vom anderen Rheinufer aus beschossen werden können. Die Anlage auf der Ostseite entsprach hingegen dem Wunsch von Stadt und CME und kam auf Grund der vorgenannten Zwänge letztlich zustande. Die CME beabsichtigte, den Bahndamm hochwassersicher auf 35 Fuß (≈ 11,0 Meter) über dem Weseler Pegel aufzuschütten. Die Militärverwaltung setzte eine Verminderung der Bauhöhe auf 30 Fuß (≈ 9,4 Meter), später auf 28,5 Fuß (≈ 8,9 Meter) durch.
Damit der Bahnhof nicht zu weit entfernt von der Stadt lag, erlaubte das Kriegsministerium die Anlage innerhalb des Festungsrayons. Da die Bahnhofsgebäude in dieser räumlichen Nähe Angreifern hätten Schutz bieten können, mussten sie eingeschossig und aus Holz errichtet werden. Zudem sollten sie innerhalb eines Tages abgebaut werden können. Der Bau zog zudem massive Forderungen seitens des Militärs zur Erweiterung der Festungsanlagen nach sich. Zum Schutz der bestehenden Festung forderte das Kriegsministerium die Anlage des Forts Fusternberg auf dem Gelände zwischen Bahnhof und Lippe (185.000 Taler). Ferner war der Bau eines Turmforts mit Flügelmauern auf der Stadtseite von Fort Fusternberg gefordert (135.000 Taler), das den Lippeübergang verteidigen sollte, wenn Fort Fusternberg gefallen wäre. Die Lünette 23 sollte wegen des Bahndamms erhöht werden (1500 Taler). Zudem war der Bau einer Pferde-Zwingbahn einschließlich Schutzbauten vom Bahnhof zum Hafen gefordert, um Betriebsmaterial im Kriegsfalle in der Festung in Sicherheit zu bringen (28.500 Taler). Die CME lehnte die Mehrkosten in Höhe von 350.000 Talern ab und erklärte sich zum Bau eines Bollwerks in der Stärke der jenseits der Lippe gelegenen Flamer Schanze bereit. Bezüglich der Zwingbahn war die CME zum Bau bereit, war aber gegen den Bau der Aufbauten. Die Gesellschaft verwies darauf, dass der Bahndamm im Kriegsfall entschädigungslos demoliert werden und sie daher die Mehrkosten nicht tragen könne. Zudem seien die Vorteile des Bahnbaus größer als die hiermit entstehenden Nachteile für die Festungsanlage. Da der preußische Kriegsminister Friedrich von Waldersee nicht zu einem Entgegenkommen bereit war, die beim Bahnbau mit den Niederlanden eingegangenen Verpflichtungen aber keinen Aufschub duldeten, wurde das Anliegen beim preußischen König Friedrich Wilhelm IV. vorgetragen. Am 10. April 1856 erklärte sich die CME zur Übernahme der Hälfte der Kosten in Höhe von 174.250 Talern bereit, während die andere Hälfte aus dem Eisenbahnfonds bezahlt werden sollte. Der König stimmte dem Vorhaben am 14. April 1856 zu.
Am 20. Oktober 1856 war mit der Inbetriebnahme des Abschnittes Dinslaken – Wesel – Emmerich die Gesamtstrecke befahrbar. Zuvor fanden ab dem 17. Oktober 1856 mehrtägige Eröffnungsveranstaltungen seitens der CME statt, die unter anderem eine Sonderfahrt von Deutz nach Amsterdam und zurück beinhalteten. Während die Hinfahrt zwischen Ruhrort und Emmerich mit Anlandung in Wesel über den Rhein zurückgelegt wurde, wurde für die Rückfahrt der Zug genommen. In Wesel war ursprünglich kein Festprogramm vorgesehen. Da die Dampflokomotive jedoch in Wesel ihre Wasservorräte auffüllen musste, gedachten die Weseler diese zehnminütige Zwangspause auszunutzen; das Festkomitee war über das Vorhaben informiert und zeigte keinen Einwand. Der Bürgermeister forderte sämtliche Beigeordnete und Stadtverordneten auf, sich zur Ankunft des Zuges um 12:30 Uhr im Festanzug auf dem Bahnsteig zu versammeln, wo ebenfalls ein Musikkorps Aufstellung nehmen sollte. Zudem wurde für das Vorhaben Werbung in der Stadt gemacht, damit sich die Bürgerschaft zahlreich einfände. Das Vorhaben konnte wie geplant umgesetzt werden.
Der Bahnhof verfügte in der Anfangszeit neben dem Empfangsgebäude über ein separates Bürogebäude für den Bahnhofsinspektor. An den großflächigen Güterschuppen grenzten eine offene Laderampe und die Ladestraße. Für die Lokomotiven der in Wesel endenden Züge stand ein zweiständiger Lokschuppen zur Verfügung. Daneben befand sich die Wasserstation, über deren 1120 Kubikfuß (≈ 34,6 Kubikmeter) fassenden Speicherbehälter auch die beiden Wasserkräne versorgt wurden. Auf dem Bahnhof waren 1858 jahresdurchschnittlich 19 Beamte und Arbeiter angestellt. Die Gleislänge umfasste 650 Ruten (≈ 2,27 Kilometer) und 16 Weichen. 1862 waren bereits 22 Weichen bei 715 Ruten (≈ 2,69 Kilometer), 1868 waren 25 Weichen verbaut und 1870 26 Weichen. Die Zahl der Beschäftigten sank nach Abschluss der Restarbeiten vorübergehend auf 13, stieg dann bis 1870 kontinuierlich auf 28 an. Die CME verkaufte das frei gebliebene Gelände. Dort, wo ein Verkauf nicht möglich war, richtete sie eine Baumschule ein, um mit den gezogenen Pflanzen ihr Bahngelände abzugrenzen.
Der Weseler Bahnhof blieb bezogen auf den Güterverkehr in der Anfangszeit trotz der positiven Entwicklung der Strecke hinter den Erwartungen zurück. Im Personenverkehr waren 1858 insgesamt 101.375 abgehende Fahrgäste gezählt worden, was etwa dem Aufkommen der Bahnhöfe Essen und Hamm entsprach. Knapp zehn Prozent machten Militärfahrkarten aus. Im Güterverkehr war das Aufkommen deutlich geringer, täglich waren je rund 50 ein- und ausgehende Güterwagen zu verzeichnen. Auf Grund des Festungsringes war eine Ansiedlung von Industrieanlagen innerhalb der Stadt platztechnisch unmöglich. Außerhalb der Stadtmauern war eine Bebauung untersagt. Die Situation änderte sich erst allmählich nach der Entfestigung der Stadt zu Beginn der 1890er Jahre. Ein weiterer Nachteil, der sich durch die Festungsanlage ergab, war der Weg zwischen Stadt und Bahnhof. Die Zufahrt vom Berliner Tor war verwinkelt angelegt und mit einem Belag aus Kies und groben Sand versehen. Trotz Säuberungsmaßnahmen war der Weg schnell mit Pferdemist zugeschlammt und durch die Fuhrwerke zerfurcht. Ein befestigter Bürgersteig fehlte ebenso wie ein Geländer als Abgrenzung zu den Festungsgräben. Da der Weg bis zu Beginn der 1860er Jahre Weg nicht beleuchtet war, kam es vor allem nachts oder bei dichtem Nebel nach Stürzen zu schweren Verletzungen und Todesfällen. Am 3. Juli 1865 ging die Zwingbahn zum Hafen in Betrieb. Die CME hatte ihren Bau bis zuletzt hinausgezögert, da sie befürchtete, Warentransporte an die Schifffahrt zu verlieren.
Der erste größere Umbau fand 1870 statt. Der Güterschuppen wurde von um 1059 Quadratfuß (≈ 104,3 Quadratmeter) auf 5666 Quadratfuß (≈ 558,1 Quadratmeter) erweitert und die Laderampen für die Militärverladung verlängert. Mit Ausbruch des Deutsch-Französischen Krieges am 24. Juli 1870 wurde der Güterverkehr eingestellt und der Personenverkehr von 18 Zügen auf ein Zugpaar je Tag reduziert. Die Mobilmachung dauerte bis zum 14. August 1870 an, der zivile Fahrplan galt ab dem 21. September 1870 wieder.

### Bau der Haltern-Venloer Bahn und Erweiterung der Bahnanlagen
Die ersten Pläne für den Bau einer Paris-Hamburger Bahn gingen auf die französische Gesellschaft Etudes et Travaux de Chemins de Fer zurück, hinter der die französische Bankengruppe Rothschild Frères stand, zurück. Die Gesellschaft erhielt 1862 die Erlaubnis zur Durchführung von Vorarbeiten in Preußen. Das Königreich Preußen wünschte jedoch, dass keine ausländische Bahngesellschaft die Bahn betreiben sollte, und übertrug die Aufgabe der CME. Die Bedingung zur Erteilung der Gesamtkonzession war der Bau einer festen Rheinquerung bei Wesel, da die Festung ausreichende Verteidigungsmöglichkeiten im Kriegsfall bot. Die zunehmenden Spannungen zwischen Preußen und dem Französischen Kaiserreich, die 1870 in den Deutsch-Französischen Krieg mündeten, führten zum Rückzug des Bankhauses Rothschild aus dem Vorhaben. Für die CME war der östliche Abschnitt der Bahn, die Hamburg mit dem Ruhrgebiet verband, von größerer Bedeutung. Daher versuchte die Gesellschaft den Bau der unrentabel erscheinenden Strecke Haltern – Venlo immer wieder hinauszuzögern oder zu Gunsten einer Rheinbrücke bei Ruhrort abzuändern, was ihr verweigert wurde. Erst als sich die Noord-Brabantsch-Duitsche Spoorweg-Maatschappij (NBDS) anschickte, ihre Züge nach Wesel fahren zu lassen, war die CME bereit, den Bau auszuführen. Die Brücke entstand schließlich unterhalb der Stadt.
Der Umbau des Weseler Bahnhofs für die Einbindung der Strecke Haltern – Venlo ging mit dem Ziel einher, die Länge der Aufstellgleise zu erhöhen. Gleichzeitig sollte der Radius beider Gleisbögen, die die Venloer Bahn vor und hinter dem Weseler Bahnhof beschreibt, nicht zu klein werden. Andernfalls hätten für einen weiter ausholenden südlichen Gleisbogen zwei weitere Lippebrücken errichtet werden müssen. Ein Turmbahnhof schied ebenfalls aus, da die Festungskommandantur diesen wegen seiner erhöhten Lage kategorisch ablehnte. In der Folge entstanden zwei scharfe Kurven mit 200 Ruten (≈ 753 Meter) Radius aus Richtung Haltern und 120 Ruten (≈ 452 Meter) in Richtung Venlo. Das Streckengleis mündete in Bahnhofsgleis 3, das mit einem aufgeschütteten Zwischenbahnsteig ausgestattet wurde. Der Umbau zog sich bis 1875 hin. Nach Abschluss der Arbeiten war die Anzahl der Gleise auf 24 angestiegen. Die Gleislänge nahm um 7550 Meter zu, zusätzlich waren 35 einfache Weichen, 2 Drei-Wege-Weichen und 4 Doppelkreuzungsweichen eingebaut worden. Für Rangierbewegungen ließ die CME zwei Ausziehgleise am Nord- und Südkopf anlegen. Am 1. März 1874 ging der Abschnitt Haltern – Wesel in Betrieb, der Abschnitt Wesel – Venlo wurde am Silvestertag 1874 in Betrieb genommen.
Für die NBDS, die den Streckenabschnitt der CME über die Rheinbrücke mit nutzte, hatte die CME vertraglich den Bau je eines Bahnsteig-, Umfahr- und Abstellgleises nördlich des bestehenden Empfangsgebäudes zugesichert. Als die CME außerdem die Konzession für die Strecke Wesel – Bocholt erhielt, legte sie ein weiteres Bahnsteiggleis an. Die beiden Bahnsteiggleise und das dazwischen gelegene Umfahrgleis mündeten beim Empfangsgebäude in eine Drehscheibe. Die Abstellgleise befanden sich weiter nördlich. Die Gleislänge nahm um weitere 550 Meter zu, zwei Weichen wurden zusätzlich eingebaut. Für den Bau der Gleise hatte die CME zuvor alle Lagerplätze und zwei Militärrampen auf die Ostseite verlegt, wo später ein Güterschuppen errichtet wurde. Auf der Westseite verblieb das Anschlussgleis der Hafenbahn als einziges Gütergleis bestehen. Am 1. Juli 1878 gingen die Strecken (Wesel –) Gest (Büderich) – Goch der NBDS und Wesel – Bocholt in Betrieb. Nach der Inbetriebnahme der Strecke Winterswijk – Bocholt der Nederlandsch-Westfaalsche Spoorweg-Maatschappij im Jahr 1880 bestanden von Wesel aus in vier Richtungen Direktverbindungen in die Niederlande.

Empfangsgebäude des Weseler Bahnhofs, um 1900

Es zeigte sich schnell, dass der Bahnhof trotz der Erweiterungen dem gestiegenen Verkehrsaufkommen nicht gewachsen war. Als problematisch erwies sich, dass die Züge der Venloer Bahn nicht gleichzeitig abgefertigt werden konnten, zudem mussten die beiden Hauptgleise von und nach Oberhausen für den Reisendenübergang gesperrt werden. Die Kurve nach Haltern war nur mit geringer Geschwindigkeit befahrbar. Das Empfangsgebäude genügte nach der Inbetriebnahme der weiteren Strecken auch nicht mehr. Unmittelbar nach der Verstaatlichung der CME im Jahr 1880 begann die neu gegründete Königliche Eisenbahn-Direktion (KED) Cöln rechtsrheinisch der Preußischen Staatsbahn mit dem Umbau der Bahnanlagen. Um die Verkehre der beiden Hauptstrecken zu entflechten, verlegte sie die Anlagen der Venloer Bahn auf die Westseite des Empfangsgebäudes, womit der letzte verbliebene Platz zwischen dem Bahnhof und den Fortifikationsanlagen aufgebraucht war. Die Halterner Kurve wurde durch Aufweitung bis an den Bahnsteig geringfügig entschärft. Jedoch kreuzten sich die Venloer Bahn und die Oberhausener Strecke mit unterschiedlichen Kurvenradien jeweils im Innenbogen liegend, wodurch die Kreuzungsstelle weiterhin nur mit Geschwindigkeitsbeschränkung befahren werden durfte. Das Empfangsgebäude wurde durch ein größeres Gebäude an gleicher Stelle ersetzt, infolge des Umbaus befand es sich nun in Insellage und war über einen Bahnübergang zu erreichen. Die übrigen Hochbauten wie Wasserturm, Magazine oder Werkstätten wurden während des Umbaus Anfang der 1880er Jahre ebenfalls erneuert. Ab 1881 waren außerdem die ersten Stellwerke in Betrieb. Um 1886 wurde der Streckenabschnitt zwischen Sterkrade und Wesel zweigleisig ausgebaut. Ab 1899 war auch die Venloer Bahn zwischen Wesel und Büderich zweigleisig. Von 1895 bis 1898 ließ die Staatsbahn den alten Lokschuppen durch einen achtständigen Ringlokschuppen ersetzen.
Das Empfangsgebäude erhielt vor der Jahrhundertwende ein umlaufendes Dach. Die jeweils zweiten Bahnsteiggleise an der Oberhausener und Venloer Bahn wurden um 1904 mit Bahnsteigdächern ausgestattet. Für die am 15. Oktober 1912 eröffnete Strecke Oberhausen – Walsum – Wesel (Walsumbahn) musste südlich des Bahnübergangs ein separater Bahnhofsteil errichtet werden, da im Bahnhof selbst kein weiterer Platz für die Aufnahme zusätzlicher Personenzüge bestand. Der als Hamborner Bahnhof bezeichnete Bahnhofsteil verfügte über ein Bahnsteiggleis mit Schüttbahnsteig und ein Umfahrgleis. Zusätzlich erhielt er ein kleines Empfangsgebäude. Für Güterzüge waren auch direkte Fahrten mittels einer Weichenverbindung möglich.

### Zweiter Weltkrieg und Bedeutungsverlust
Um 1943 ging zur Umfahrung des Bahnhofs Wesel eine direkte Verbindungskurve von Haltern in Richtung Oberhausen in Betrieb. Bei den Alliierten Luftangriffen auf Wesel während der Endphase des Zweiten Weltkrieges wurde der Bahnhof im Gegensatz zur Stadt kaum in Mitleidenschaft gezogen. Am Morgen des 10. März 1945 sprengten Wehrmachtsverbände die Rheinbrücke beim Rückzug auf die rechte Rheinseite, im gleichen Monat wurden die Brücken über den Wesel-Datteln-Kanal und die Lippe gesprengt. Das Empfangsgebäude überstand den Krieg nahezu unbeschädigt, brannte aber kurz vor der Wiederinbetriebnahme im November 1945 aus.
Bis 1946 wurden Behelfsbrücken auf der Strecke nach Oberhausen eingehängt, in Richtung Norden endeten die Züge bis 1949 noch in Emmerich, bevor der Abschnitt zur Grenze bei Elten in Betrieb ging. In Richtung Haltern waren die ersten zivilen Personenzüge ab Mai oder Juni 1945 unterwegs. Zwischen Büderich und Wesel errichteten US-amerikanische Pioniertruppen bereits im Frühjahr 1945 eine Behelfsbrücke zur Nachschubversorgung. Der Brückenzug befand sich südlich der alten Rheinbrücke und überquerte den Rhein in Höhe der Rheinbabenbrücke. In Höhe des Forts Fusternberg traf sie auf die Venloer Bahn. Im Herbst 1946 wurden sowohl die Brücke als auch die Kriegskurve wieder abgebaut. Die Verbindungen über die alte Rheinbrücke nach Büderich sowie in Richtung Walsum wurden nach Kriegsende hingegen nicht wieder aufgenommen.

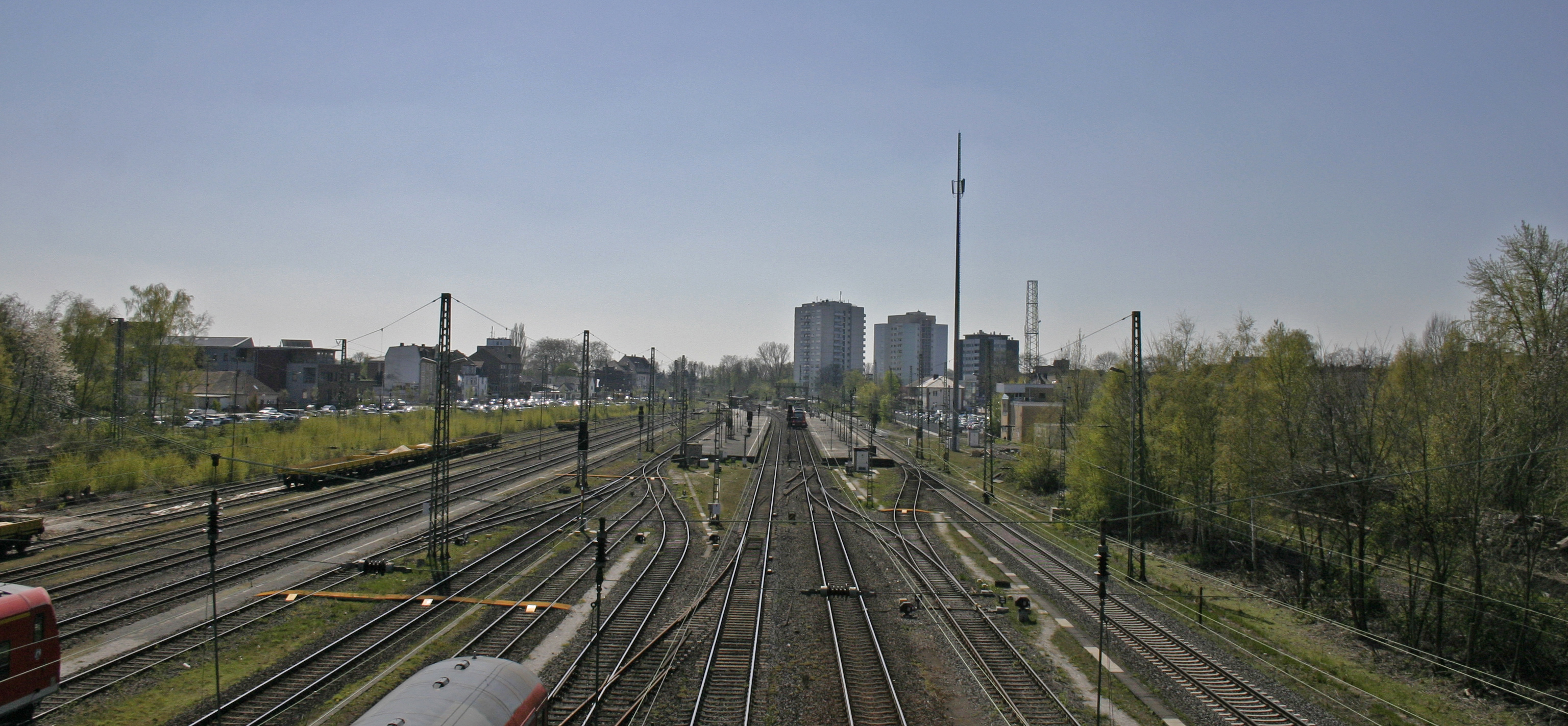
Bahnhof Wesel, Totale, 2015

Um 1950 waren im Bahnhof Wesel etwa 500 Eisenbahner beschäftigt. Sie verteilten sich auf die Dienststellen Bahnhof, Güterabfertigung (Ga), Bahnmeisterei (Bm) und Bahnbetriebswerk (Bw). Der Bahnhof war zu dieser Zeit in die Rangklasse I eingestuft. Bahnhof und Bahnmeisterei wurden vom Betriebsamt Wesel verwaltet, die Güterabfertigung unterstand dem Verkehrsamt Duisburg und das Bw dem Maschinenamt Duisburg 1. Bereits 1948 ließ die damalige Reichsbahndirektion Essen das zweite Streckengleis auf der Venloer Bahn Richtung Haltern bis Obrighoven in ein Rangiergleis umwandeln. Fünf Jahre darauf wurden die daran angeschlossenen Betriebe mit dem Hauptgleis verbunden und das Rangiergleis abgebaut. Gleichzeitig wurde die Strecke in eine Nebenbahn herabgestuft. Am 30. September 1962 stellte die Deutsche Bundesbahn den Personenverkehr nach Haltern ein, am 26. Mai 1974 folgte der Güterverkehr. Das Streckengleis blieb zur Bedienung des Umspannwerks Obrighoven als Bahnhofsgleis erhalten. Zur Beschleunigung des Verkehrs auf der Hollandstrecke ließ die Bundesbahn die durchgehenden Hauptgleise dieser Strecke Anfang der 1960er-Jahre neu verlegen. Sie führten mittig durch den alten Inselbahnsteig, sodass nach dem Umbau zwei Mittelbahnsteige mit vier Bahnsteigkanten (Gleise 2–5) bestanden. Die Bahnsteige wurden über einen Fußgängertunnel mit dem Empfangsgebäude verbunden. Die Durchfahrtgeschwindigkeit erhöhte sich dadurch auf 110 km/h. Die Kreuzung mit der Venloer Bahn konnte angesichts des fehlenden Rheinübergangs entfallen. Das Gleis in Richtung Haltern wurde an die Gütergleise auf der Ostseite angebunden, deren Anzahl bei dem Umbau reduziert wurde. Durch den Umbau entfielen ferner die Kopfgleise und die Drehscheibe nördlich des Inselbahnsteigs, die verbliebenen Züge von und nach Bocholt wendeten künftig an Gleis 5. Der Bahnübergang zur Zufahrt zum Inselbahnsteig wurde 1961 durch eine weiter nördlich gelegene Überführung ersetzt. 1966 wurden die mechanischen und elektromechanischen Stellwerke durch das Drucktastenstellwerk Wf ersetzt.
Die Bundesbahndirektion (BD) Essen löste das Betriebsamt Wesel zum 1. April 1954 auf, die Aufgaben übernahm das Betriebsamt Oberhausen 2. Das Bahnbetriebswerk schloss nach Elektrifizierung der Hollandstrecke am 22. Mai 1966. Es hatte zuletzt nur dem lokalen Personen- und Güterverkehr gedient, internationale Züge wurden hingegen von Oberhausen oder Emmerich aus bespannt. Die Bahnmeisterei übernahm in den 1960er und 1970er Jahren die Aufgabenbereiche der Bm Bocholt, Emmerich und Dinslaken und wurde in den 1980er Jahren der Bm Oberhausen zugeordnet. Die Ga Wesel übernahm zwischen 1961 und 1979 die Aufgaben der Ga Friedrichsfeld, Hamminkeln, Empel-Rees und Bocholt, nachdem die BD Essen diese als selbstständige Dienststellen aufgelöst hatte. 1990 fasste die BD Essen Bahnhof und Güterabfertigung zu einer Dienststelle zusammen. Im gleichen Jahr gab die Bundesbahn die Beförderung von Expressgut auf, was den Rückbau der Gleisanlagen westlich der Personenbahnsteige zur Folge hatte. Ein Jahr nach der Bahnreform schloss die Güterabfertigung zum 31. Dezember 1994. Die Nebengleise östlich von Gleis 9 ließ die Bahn anschließend zurückbauen, das Gelände ist inzwischen überbaut worden.

### Der Weseler Bahnhof seit der Bahnreform
Nach der Bahnreform schloss das Unternehmen diverse Einrichtungen im Empfangsgebäude, es wurde dadurch dem Vandalismus preisgegeben. Anfang des 21. Jahrhunderts war die Situation derart eskaliert, dass die Deutsche Bahn in Wesel den Startschuss für die Sauberkeitskampagne NRW gab und das Gebäude äußerlich für 20.000 D-Mark aufbessern ließ. Ein Jahr nach der Maßnahme gab der Pächter der Gaststätte und des Hotels seine Räumlichkeiten auf. Nach Verhandlungen zwischen der Stadt Wesel und der Deutschen Bahn kam es 2007 zu weiteren Baumaßnahmen. Der Fußgängertunnel wurde nach Osten verlängert und ein Reisendenparkplatz eingerichtet. Der vorhandene Pendlerparkplatz auf der Westseite sollte vergrößert werden. Gleichzeitig ließ die Stadt den Zugang zu den Bahnsteigen durch den Einbau von Rampen und Aufzuganlagen barrierefrei ausbauen. Inmitten der Bauarbeiten gab die Bahn ihre Vorplanungen für den Ausbau der Strecke Oberhausen – Emmerich als Teil des TEN-Korridors Rotterdam – Genua bekannt. Zunächst war der Bau eines dritten Streckengleises zwischen Wesel und Oberhausen auf der Ostseite vorgesehen, kurze Zeit darauf wurde bekannt, dass dieses durchgehend bis ins niederländische Zevenaar führen sollte. Ferner kam der Bau eines vierten Streckengleises zwischen Wesel und Oberhausen in Diskussion. Dieses sollte auf der Westseite in Betrieb gehen und damit den Raum einer zuvor errichteten Fußgängerrampe einnehmen. Nach erneuter Planänderung wurde der Bau des vierten Gleises auf den Abschnitt Oberhausen – Dinslaken reduziert; die Gleisführung wurde aber so abgeändert, dass weiterhin der Neubau eines Durchfahrtgleises zwischen den Bahnsteigen und dem Empfangsgebäude vorgesehen war. Der Neubau der Fußgängerrampe ist daher weiterhin erforderlich. Zusätzlich ist der Bau von Lärmschutzwänden vorgesehen.
Im August 2014 begannen die Arbeiten zur Anhebung und Modernisierung der beiden Bahnsteige. Sie gerieten nach Insolvenz des ausführenden Unternehmens für mehrere Monate ins Stocken, wurden aber Ende 2017 bis auf Restarbeiten abgeschlossen.

## Aufbau

### Empfangsgebäude
Das erste Empfangsgebäude war ein eingeschossiger Holzfachwerkbau mit einer Grundfläche von 4319 Quadratfuß (≈ 425,4 Quadratmeter). Es unterschied sich damit deutlich von den übrigen Bahnhöfen der Strecke. In dem Gebäude befanden sich ausgehend vom Vestibül links und rechts die Wartesäle 1./2. sowie 3./4. Klasse. Mittig waren die Fahrkartenschalter und Gepäckaufgabe, dahinter die Diensträume eingerichtet. Für den Bau der Haltern-Venloer Bahn wurde das Telegrafenbüro erweitert. Vermutlich seit Anfang der 1870er Jahre gab es eine Bahnhofsgaststätte, die in den Wartesälen untergebracht war.
Das zweite Empfangsgebäude entstand in Höhe des ersten Baus, war aber zweigeschossig. Es befand sich infolge des Bahnhofsumbaus nun in Insellage. Da die Rayonbestimmungen weiterhin galten, war auch dieser Bau in Holzbauweise errichtet worden. Die Wände bestanden innen und außen aus einer Bretterschicht, die mit Lehmputz abgedichtet war. Der Hohlraum zwischen beiden Wänden durfte nicht verfüllt werden, da sonst ein möglicher Abriss verzögert worden wäre. Das Gebäude war von Beginn an an die Kanalisation angeschlossen. Durch aufwändige Holzarbeiten wurde das äußere Erscheinungsbild des Gebäudes aufgewertet. In den folgenden Jahren erhielt der Bau ein umlaufendes Bahnsteigdach. Nach der gänzlichen Aufhebung der Rayonbestimmungen nach dem Ersten Weltkrieg wurde das Gebäude teilweise unterkellert.
Der am Südkopf vorgelagerte Hamborner Bahnsteig der Walsumbahn erhielt ein separates Empfangsgebäude mit angebauter Vorhalle. Es war in Holzbauweise auf einem Ziegelsteinfundament errichtet und wie das Hauptempfangsgebäude doppelt verschalt. Im Innern waren die Flächen mit Rohrgewebe benagelt, auf welches Putz und Kalkmörtel aufgetragen wurden. Die unteren Wandflächen bis 1,5 Meter über dem Boden in den Warte- und Diensträumen erhielten anstelle eines Verputzes eine gehobelte Bretterverkleidung. Die lichte Höhe der Diensträume und des Wartesaals 3./4. Klasse betrug vier Meter, die des Wartesaals 1./2. Klasse wie auch der Vorhalle 2,65 Meter. Die Holzbalken der Vorhalle erhielten eine waagerechte Decke aus gehobelten Brettern. Die Innenräume wurden mit Öfen beheizt. Das Dach wurde mit Brettern verschalt und mit Dachpappe abgedeckt. Da die Holzaufbauten auf Grund der beengten Verhältnisse nicht die Mindestabstände einhielten, war eine Ausnahmegenehmigung erforderlich. Sie wurde mit Verweis auf einen baldigen Umbau des Bahnhofs erteilt; das Empfangsgebäude war bis in den Zweiten Weltkrieg in Benutzung.
Trotz der immensen Luftangriffe auf Wesel hatte das Hauptempfangsgebäude den Zweiten Weltkrieg fast unbeschadet überstanden. Kurz vor Abschluss der Renovierungsarbeiten der Wohnung des Bahnhofsvorstehers brannte das Gebäude am 25. November 1945 ab. Als Ersatz wurde schnell eine Baracke auf dem Bahnhofsvorplatz errichtet. Darin befanden sich eine Fahrkartenausgabe und die Bahnhofsgaststätte. Das Gebäude diente nach Inbetriebnahme des neuen Empfangsgebäudes als Lehrlingswerkstatt der Bundesbahn und wurde 1963 abgerissen.
Die Pläne für einen Neubau wurden 1953 erstellt. Am 8. Juli 1955 konnte das heutige Empfangsgebäude eröffnet werden. Es entstand nach Plänen von Erich Eickemeyer. Der Bau lehnt sich gestalterisch an die Empfangsgebäude von Borken (Westf) und Emmerich an, fiel aber mit seiner 80 Meter breiten Front größer aus. Die Stadt wünschte sich anfänglich einen turmartigen Dachaufbau, der nicht realisiert wurde. Das Bauvolumen wurde jedoch durch den Bau eines kleinen Hotels mit zehn Betten vergrößert. Im Erdgeschoss befanden sich neben der Fahrkartenausgabe eine Buchhandlung, ein Wartesaal 3. Klasse und eine Bahnhofsgaststätte mit Speisesaal, der gleichzeitig als Wartesaal 1./2. Klasse diente. Der Wartesaal 3. Klasse wurde 1972 in eine Schänke umgebaut, 1982 ließ man die Bahnhofsbuchhandlung vergrößern. Im Keller der Gaststätte befand sich zusätzlich eine Kegelbahn. Ein Teil der Räumlichkeiten stand 2002 leer. Zwischen 2007 und 2022 existierte eine 100 m² große McDonald’s Filiale im Gebäude.

### Stellwerke

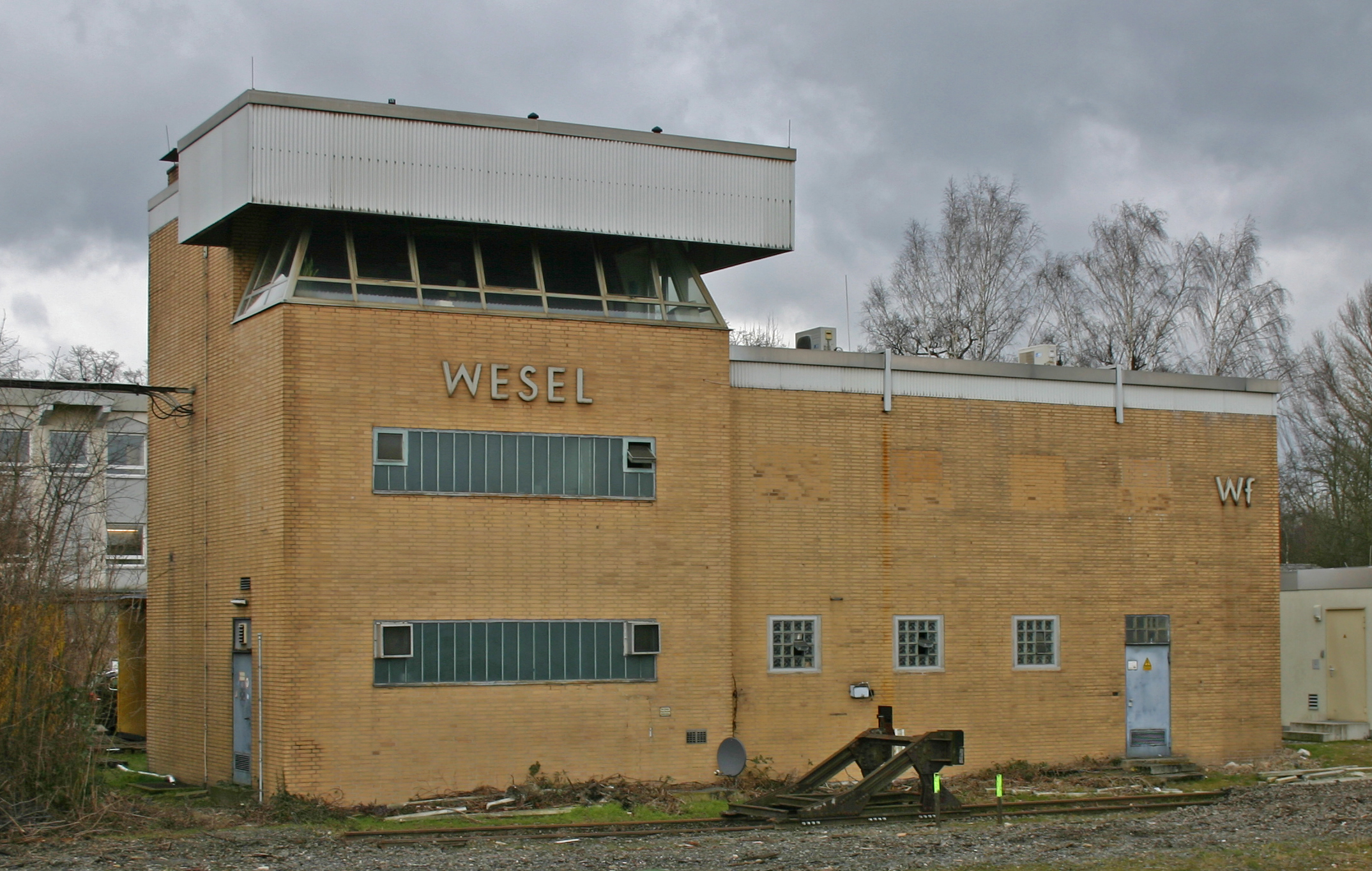
Ehemaliges Relaisstellwerk Wf, zum Zeitpunkt der Aufnahme als Zugschlussmeldeposten genutzt, 2015

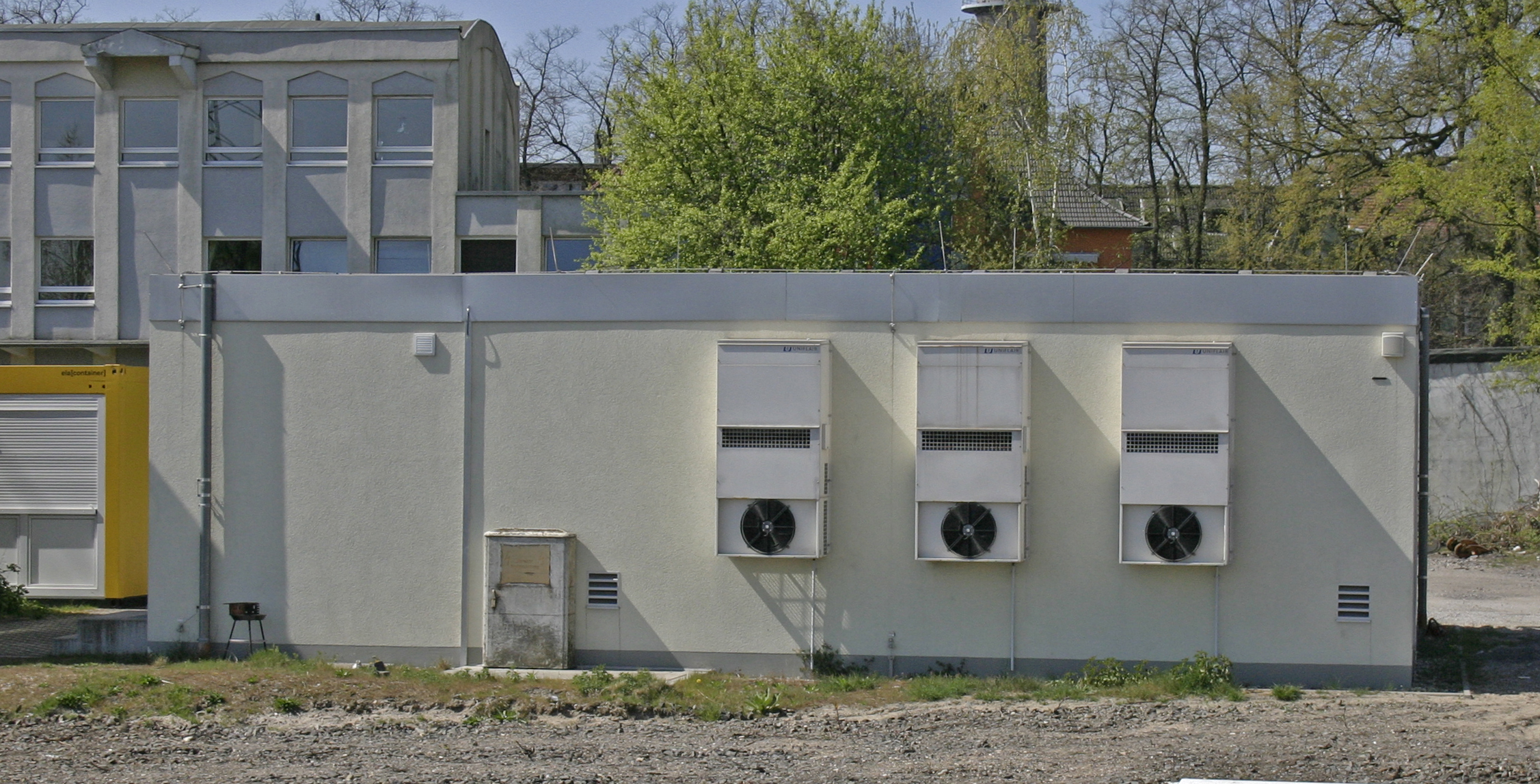
ESTW-A in Wesel, das Modulgebäude wird von Emmerich aus ferngesteuert, 2015

Der Bahnhof hatte zur Eröffnungszeit Gleisanlagen mit einer Gesamtlänge von 605 Ruten (≈ 2,27 Kilometer) und 16 Weichen. Die Weichen, eine Drehscheibe und eine Schiebebühne wurden von Weichenwärtern vor Ort gestellt, wofür fünf Weichenstellbuden errichtet wurden. Der Fahrdienstleiter regelte von einer im Empfangsgebäude eingerichteten Befehlsstelle die Zugfolge. Die Verständigung mit den Nachbarbahnhöfen erfolgte über Morsetelegrafen. Die Verständigung zwischen Fahrdienstleiter und Weichenwärtern erfolgte mündlich oder über eine Glocke. Mit dem Bahnhofsumbau Anfang der 1880er Jahre zentralisierte die Staatsbahnverwaltung die Sicherungsanlagen und ließ drei mechanische Stellwerke errichten. Stellwerk I stand südlich des Bahnübergangs zwischen den Hauptgleisen der Oberhausen–Arnhemer und Haltern–Venloer Bahn und stellte die Ein- und Ausfahrsignale am Südkopf. Stellwerk II befand sich nördlich des Bocholter Bahnsteigs und war für die drei Weichenstraßen im Bahnhof zuständig. Stellwerk III in Höhe des Bahnübergangs Brüner Landstraße war die für Ein- und Ausfahrten am Nordkopf zuständig. Daneben bestanden elf mit Buchstaben bezeichnete Wärterstellbuden, die in Abhängigkeit zu den Stellwerken die Weichen stellten. Da für die Stellwerksgebäude die Rayonbestimmungen ebenfalls galten, waren die Bauten aus Holzfachwerk mit doppelten Bretterwänden errichtet worden. Das Obergeschoss war rundum mit Sprossenfenstern versehen. Anstelle eines gemauerten Kamins mussten der Rauch aus den Öfen über Eisenrohre abgeleitet werden. Der Fußboden des Stellwerkraumes lag 4,48 Meter über dem Bahnhofsterrain.
Vermutlich aus Brandschutzgründen wurden die Block-Telegrafenleitungen Dinslaken – Wesel und Peddenberg – Wesel vom Empfangsgebäude nach Stellwerk I und die Leitungen Menzelen – Wesel, Mehrhoog – Wesel und Hamminkeln – Wesel in das Stellwerk II verlegt. Die Kabel wurden unterirdisch verlegt und in hölzernen Kabelsäulen wieder nach oben geführt. Zur Jahrhundertwende waren die telegrafischen Anlagen so umfangreich, dass im Mai 1900 im östlichen Bahnhofsteil eine Telegrafenmeisterei eingerichtet wurde.
Der steigende Verkehr führte dazu, dass die Stellwerkstürme Anfang des 20. Jahrhunderts nicht mehr den Anforderungen genügten. Sie wurden daher um 1904 nacheinander ersetzt. Die Stellwerke I und III wurden abgerissen, Stellwerk II wurde demontiert und in leicht veränderter Form als Aufenthaltsraum bei einer nahe gelegenen Tischlerei wieder aufgebaut. Neu gingen das Stellwerk St (Südturm) anstelle von Stellwerk I und das Stellwerk Nt (Nordturm) für Stellwerk II in Betrieb. Im Zuge des Neubaus wurden die Telegrafenleitungen neu geordnet. Am 18. April 1904 war Wesel an die Zentrale in Duisburg angeschlossen worden, ab dem 13. November 1903 war die Strecke Oberhausen – Emmerich mit Streckenfernsprechern ausgerüstet. Für den Güterverkehr auf der Ostseite ging etwa zeitgleich eine Wärterstellbude in Betrieb, die ab 1910 durch das Stellwerk Ot (Ostturm) ersetzt wurde. Die 1912 eröffnete Walsumbahn wurde sicherungstechnisch in die Stellwerke St, Nt und Ot eingebunden. Im Februar 1938 ging das Stellwerk Bt (Befehlsturm) am Nordende des Inselbahnsteigs in Betrieb. Es handelte sich um ein elektromechanisches Stellwerk mit Vierreihenhebelwerk. Die Fahrstraßen der Stellwerke Nt und St wurden bis Dezember 1938 an das neue Stellwerk angepasst. Vom Stellwerk Bt aus wurden keine Hauptsignale bedient, der Fahrdienstleiter gab den Auftrag über die Befehlsabgabe an die Stellwerke St und Nt weiter. Daneben bestand mit dem Stellwerk Wt ein weiteres Wärterstellwerk in Höhe der westlichen Ladestraße und des Bahnbetriebswerks.
Im Zuge der Elektrifizierung der Strecke Oberhausen – Emmerich wurden die mechanischen Stellwerke Bt, St, Nt und Ot am 24. April 1966 durch das Relaisstellwerk Bf (Bauart SpDrS60) ersetzt. Gleichzeitig entfiel der Wärter zur Bedienung der Drehscheibe am Bocholter Stumpfgleis. Das Stellwerk Wt ging zwei Jahre zuvor außer Betrieb. Drei innerhalb der Bahnhofsgrenzen gelegene Schrankenposten entfielen bereits 1961 mit dem Bau der Überführung der Bundesstraße 58. Einen Monat nach der Inbetriebnahme nahm die Deutsche Bundesbahn den elektrischen Betrieb auf der Strecke auf. Um 1970 wurde die nördlich gelegene Blockstelle Kanonenberge aufgelassen und durch Zentralblocksignale ersetzt, die von Wesel aus überwacht wurden. 1973 wurde der Bahnhof Friedrichsfeld in den Fernstellbereich des Stellwerks Wf aufgenommen.
Am 8. Mai 2012 ging das ESTW-A (Bauart SIMIS C) in Betrieb, das das Stellwerk Wf ersetzte. Die Bedienung erfolgt vom ESTW-Z Ef in Emmerich, das seit 2013 die gesamte Strecke zwischen Oberhausen-Sterkrade und der Staatsgrenze überwacht. Bis 2016 war der Stellwerksturm Wf noch von einem Zugschlussmeldeposten besetzt, der die Zugvollständigkeitskontrolle der von Bocholt kommenden Züge an den Fahrdienstleiter in Emmerich meldete. Später wurde der Zugschluss von Emmerich aus über einen Monitor festgestellt. Die Feststellung des Zugschlusses für die besagten Züge war erforderlich, da auf der Strecke Wesel – Hamminkeln – Bocholt ein nichtselbsttätiger Streckenblock eingerichtet war. Seit 2022 ist Wesel–Bocholt mit ESTW ausgerüstet, damit entfiel die separate Zugschlussfeststellung.

## Verkehr

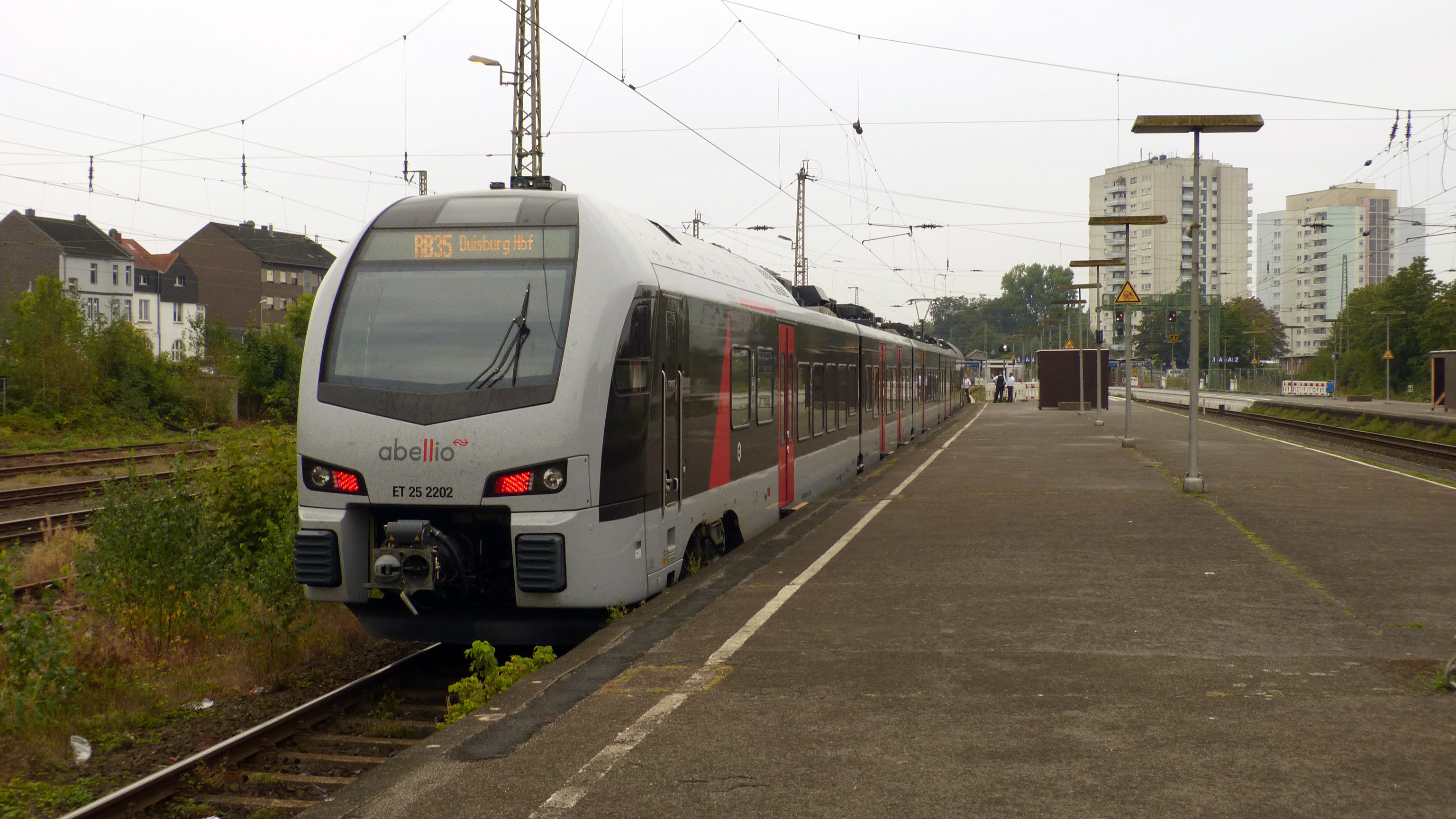
ET 25 2202 der Abellio NRW als Linie RB 35 nach Duisburg Hbf, 2016

### Fernverkehr
Nach den internationalen Zügen der Relation Amsterdam –Köln ab 1856 kamen mit der Inbetriebnahme der Venloer Bahn 1874, der Boxteler und Bocholter Bahn 1878 weitere Verbindungen in die Niederlande hinzu. Von Bedeutung waren insbesondere der Nord-Süd-Verkehr auf der Hollandstrecke nach Amsterdam und der Ost-West-Verkehr über die Venloer und Boxteler Bahn. Bis 1914 mit Unterbrechung fuhren die Schnellzüge der NBDS von Hamburg und Berlin über Wesel nach Vlissingen, wo Fähranschluss nach London bestand. Ab 1897 bestanden zudem Kurswagenverbindungen von Vlissingen über Wesel nach Süddeutschland. Nach dem Ersten Weltkrieg verlegte die Nederlandse Spoorwegen den Ost-West-Fernverkehr auf andere Strecken, womit die Knotenfunktion des Weseler Bahnhofs in diesem Segment abnahm.
In der Zeit nach dem Zweiten Weltkrieg ging das Angebot allmählich zurück, insbesondere nach dem Umbau der Gleisanlagen und der Elektrifizierung der Hollandstrecke. Neben einzelnen Schnellzügen zwischen Amsterdam und Köln gab es auch Verbindungen mit dem Nachtzug, unter anderem nach Italien (Amsterdam – Rimini), Österreich (Amsterdam – Villach/-Wien) und in die Schweiz, beispielsweise mit dem Riviera-Express, dem Schweiz-Express und dem Holland-Wien-Express.
Sämtliche Fernzüge passieren Wesel aktuell ohne Halt. Die nächstliegenden Bahnhöfe hierfür befinden sich in Arnheim und Oberhausen.

### Regionalverkehr
Im Schienenpersonennahverkehr wird der Bahnhof Wesel im Fahrplanjahr 2025 von folgender Linie bedient:
| Linie | Linienweg | Takt   | Betreiber |
| ----- | --- | ------ | --------- |
| RE 19 | Rhein-IJssel-Express: Zugteil 1: Arnhem Centraal – Zevenaar – Emmerich-Elten – Emmerich – Praest – Millingen (b Rees) – Empel-Rees – Haldern (Rheinl) – Mehrhoog – Wesel Feldmark – Wesel Zugteil 2: Bocholt – Hamminkeln-Dingden – Hamminkeln – Wesel-Blumenkamp – Wesel Flügelung bzw. Wiedervereinigung: Wesel – Friedrichsfeld (Niederrhein) – Voerde (Niederrhein) – Dinslaken – Oberhausen-Holten – Oberhausen-Sterkrade – Oberhausen Hbf – Duisburg Hbf – Düsseldorf Flughafen – Düsseldorf Hbf Stand: Fahrplanwechsel Dezember 2021 | 60 min | VIAS      |

### Bus und Kleinbahn
Bereits 1911 plante das RWE die Kleinbahn Wesel – Rees – Emmerich am Weseler Bahnhof beginnen zu lassen. Die Königliche Eisenbahn-Direktion Essen untersagte jedoch die höhengleiche Kreuzung der Venloer Bahn durch die Kleinbahnzüge. Die zugesagte Verlängerung der Kleinbahn sollte nach Höherlegung der Venloer Bahn und der Überführung der Staatsbahnstrecke über die Straße erfolgen. 1926 beabsichtigte die Kleinbahn die Anlage einer provisorischen höhengleichen Kreuzung mit Verweis auf die geplante Höherlegung. Die RBD Essen wies das Vorhaben erneut zurück. Zur Anbindung des Weseler Bahnhofs richtete die Verwaltung 1928 eine Omnibuslinie ein, die 1934 mangels Wirtschaftlichkeit eingestellt werden musste. Da die Venloer Bahn nach der Zerstörung der Weseler Rheinbrücke westlich von Wesel stillgelegt wurde, genehmigte die Deutsche Bundesbahn 1950 die Verlängerung der Kleinbahn über das verbliebene Hafenanschlussgleis. Am 8. Juni 1951 ging die Strecke zum Bahnhof Wesel in Betrieb. Zum 1. Mai 1966 wurde der Personenverkehr auf der Kleinbahn zwischen Rees und Wesel eingestellt.
Gleichzeitig mit dem Empfangsgebäude ging am 8. Juli 1955 auch der zentrale Omnibusbahnhof in Betrieb. Er ist Ausgangspunkt vieler Regionalbuslinien in die einzelnen Stadtteile und die kreisangehörigen Städte und sichert auf diese Weise deren Anbindung an den Schienenpersonennahverkehr wie auch an die Kreisstadt Wesel.
| Linie | Linienweg |        |
| ----- | --- | ------ |
| X05   | Wesel Bf – Hünxe-Drevenack – Schermbeck Rathaus – Holsterhausen – Dorsten ZOB | 60 min |
| SB3   | Wesel Bf – Drevenack – Krudenburg – Hünxe – Dinslaken-Lohberg – Dinslaken Bf |        |
| SB6   | Wesel Bf – Ginderich – Xanten Bf |        |
| SB7   | Wesel Bf – Wesel-Büderich – Alpen Bf – Issum – Geldern Bf |        |
| SB21  | Wesel Bf – Drevenack – Krudenburg – Schermbeck In Schermbeck Anschluss an SB28 nach Dorsten ZOB/Bf |        |
| 37    | Wesel Bf – Wesel-Büderich – Alpen Bf – Bönninghardt – Sonsbeck – Kevelaer |        |
| 63    | Wesel Bf – Wesel-Feldmark, Marktplatz – Wesel-Flüren – Diersfordt – Hamminkeln-Mehrhoog – Mehrhoog Bf (– Hamminkeln Weststraße – Hamminkeln-Unterbauernschaft, Hasenheim) – Rees-Haldern Bf – Rees-Empel Bf                |        |
| 64    | Wesel Bf – Wesel-Feldmark, Marktplatz – Wesel-Blumenkamp – Hamminkeln, Markt – Hamminkeln Weststraße – Dingden – Bocholt Bf – Bocholt, Bustreff                                                                            |        |
| 66    | Wesel Bf – Wesel-Büderich – Ginderich – Xanten Krankenhaus – Xanten Bf |        |
| 67    | Wesel Bf – Wesel-Büderich – Alpen Bf – Issum – Geldern Bf |        |
| 68    | Wesel Bf – Wesel-Büderich – Rheinberg-Wallach – Rheinberg-Ossenberg – Rheinberg Rathaus – Rheinberg-Winterswick – Moers-Utfort – Moers, Königlicher Hof – Moers Bf                                                         |        |
| 72    | Wesel Bf – Wesel-Schepersfeld-Nord – Brünen –Marienthal (Hamminkeln)--Raesfeld |        |
| 80    | Wesel Post – Wesel Bf – Friedrichsfeld Bf – Hünxe Gewerbepark – Bucholtwelmen – Hünxe Busbahnhof |        |
| 81    | Wesel Martinistraße – Wesel Bf – Friedrichsfeld Bf – Voerde-Spellen – Voerde-Mehrum – Voerde-Löhnen – Voerde, Rathausplatz                                                                                                 |        |
| 82    | Wesel Martinistraße – Wesel Bf – Wesel-Schepersfeld – Wesel, Im Buttendicksfeld |        |
| 83    | Wesel-Lackhausen, Konrad-Duden-Straße – Stoppenbergstraße/Bf Feldmark – Wesel Martinistraße – Wesel Bf – Wesel-Fusternberg – Wesel, Im Buttendicksfeld                                                                     |        |
| 85    | Wesel-Flüren, Waldstraße – Wesel-Feldmark, Marktplatz – Wesel Bf – Wesel-Schepersfeld-Nord – Obrighoven, Rosenstraße – Wesel, Im Buttendicksfeld                                                                           |        |
| 86    | Rees Schulzentrum – Bergswick – Mehrbruch – Mehrhoog Bf – Bislich – Wesel-Flüren, Waldstraße – Wesel-Feldmark, Marktplatz – Wesel Bf – Wesel-Schepersfeld-Nord – Obrighoven, Voßhöveler Straße – Wesel, Im Buttendicksfeld |        |
| 96    | Wesel Bf – Wesel-Feldmark, Marktplatz – Wesel-Blumenkamp – Hamminkeln, Markt (– Brünen, Verbandsparkasse) – Hamminkeln Weststraße – Loikum – Wertherbruch, Kirche                                                          |        |